# Ceppaloni
Ceppaloni – miejscowość i gmina we Włoszech, w regionie Kampania, w prowincji Benewent.
Według danych na I 2009 gminę zamieszkiwało 3391 osób przy gęstości zaludnienia 143,1 os./1 km².